# Liste der Bischöfe von Knaresborough
Die Liste der Bischöfe von Knaresborough stellt die bischöflichen Titelträger der Church of England, der Diözese Ripon, in der Province of York dar. Der Titel wurde nach der Kleinstadt Knaresborough benannt.
Nachdem die Diözese Ripon 2014 in der Diözese Leeds aufgegangen war, wurde der Titel in „Bischof von Ripon“ geändert. Der letzte Titelträger James Bell amtierte als solcher weiter bis zu seinem Ruhestand im Jahr 2017.
| Liste der Bischöfe von Knaresborough | Liste der Bischöfe von Knaresborough | Liste der Bischöfe von Knaresborough | Liste der Bischöfe von Knaresborough        |
| Von                                  | Bis                                  | Name                                 | Anmerkungen                                 |
| ------------------------------------ | ------------------------------------ | ------------------------------------ | ------------------------------------------- |
| 1905                                 | 1934                                 | Lucius Smith                         |                                             |
| 1934                                 | 1938                                 | Paul de Labilliere                   | danach Dekan von Westminster                |
| 1938                                 | 1948                                 | John Bateman-Champain                |                                             |
| 1948                                 | 1965                                 | Henry de Candole                     |                                             |
| 1965                                 | 1972                                 | Howard Cruse                         |                                             |
| 1972                                 | 1979                                 | Ralph Emmerson                       |                                             |
| 1979                                 | 1986                                 | John Dennis                          | danach Bischof von St Edmundsbury & Ipswich |
| 1986                                 | 1997                                 | Malcolm Menin                        |                                             |
| 1997                                 | 2003                                 | Frank Valentine Weston               |                                             |
| 2004                                 | 2015                                 | James Bell                           |                                             |